# Goya (zespół muzyczny)
Goya – polska grupa muzyczna wykonująca pop. Powstała w Warszawie 1995 roku.

## Historia
Zespół powstał w 1995 roku w Warszawie. Najważniejszą osobą w zespole jest urodzona w 1975 w Krasnymstawie Magdalena Wójcik – wokalistka. Od najmłodszych lat brała udział w licznych przeglądach piosenki, gdzie prezentowała własne utwory, które w 1993 roku zostały opublikowane na kasecie przez firmę fonograficzną Dalmafon.
Podczas jednego z przeglądów, dyrektor A&R Pomaton EMI zwrócił uwagę na Magdalenę Wójcik i zaproponował jej współpracę. Mieszkając już w Warszawie spotkała muzyków, z którymi założyła zespół Goya. Byli to Grzegorz Jędrach – gitarzysta i lider zespołu oraz Rafał Gorączkowski, stanowiący do dziś trzon zespołu.
Zespół Goya zadebiutował w 1998 r., kiedy to ukazał się ich pierwszy album zatytułowany Goya. Płytę promowały trzy single: Bo ya, Śpij i śnij oraz Kupię sobie dom.
Zespół założył własne studio, w którym zaczął przygotowywać nowy materiał muzyczny. Własne studio dawało komfort pracy, a co najważniejsze, pełną niezależność artystyczną. Jednym z pierwszych utworów wyprodukowanym przez nich samych, był cover znanej piosenki zespołu Nirvana Smells Like Teen Spirit. W roku 2002 trafił on na Listę Przebojów Programu III Polskiego Radia. Drugi album Kawałek po kawałku ukazał się wiosną 2003. Promowały go trzy single: Będę się starać, Jeśli będę taka oraz tytułowa piosenka Kawałek po kawałku.
2 lipca 2003 wokalistka zespołu wystąpiła u boku światowej sławy skrzypka Nigela Kennedy’ego. Magda zaśpiewała partię wokalną w utworze Ajde Jano.
Drugim ważnym wyróżnieniem dla zespołu było zaproszenie do wystąpienia przed jedynym w Polsce koncertem Petera Gabriela w Poznaniu. 25 stycznia 2004 Goya wzięła udział w Krajowych Eliminacjach do Konkursu Piosenki Eurowizji 2004, prezentując piosenkę All My Senses. Singel z utworem promował specjalną edycję albumu Kawałek po kawałku, na której pojawiły się cztery nowe kompozycje.
Trzecim długogrającym albumem zespołu jest Smak słów, który miał premierę 24 lutego 2005. Płytę promowały dwa single: Smak słów i Mój. Ten drugi utwór brał udział w eliminacjach do konkursu sopockiego. Zespół wraz z wokalistką otrzymał 5 nominacji do Nagrody Fryderyk. Podczas gali zostali uhonorowani statuetką za album roku pop. Podobnie jak Kawałek po kawałku tak i Smak słów doczekał się swojej reedycji. Album został wzbogacony o dwie nowe piosenki, remiksy oraz videoclipy. Początek roku 2006 to premiera specjalnie przygotowanego singla do filmu Ryszarda Zatorskiego – Tylko mnie kochaj. Soundtrack do filmu otrzymał platynową płytę za sprzedaż ponad 30 000 egz.
Zespół przygotował i nagrał własną wersję przeboju 2 plus 1 Chodź, pomaluj mój świat. Trafił on na maxi-singla dla DJ-ów. Znaleźć na nim można jeszcze covery wykonane przez Reni Jusis i Marysię Sadowską.
19 marca 2007 roku do sklepów trafił czwarty album zespołu Horyzont zdarzeń. Płytę od początku marca promował singel W zasięgu Twego wzroku. Kolejnymi singlami promującymi album „Horyzont zdarzeń” były utwory „Piękny czas” i „Dobre sny”.
W maju 2008 ukazał się specjalny singiel z Martyną Jakubowicz „W domach z betonu nie ma wolnej miłości”, który promował jej płytę jubileuszową Te 30. urodziny.
15 maja 2009 roku ukazał się piąty album zespołu zatytułowany Od wschodu do zachodu. Znalazło się na nim 17 piosenek, m.in. single „Jutro obudź mnie” i „Codzienność”.
Szósty studyjny album zespołu ukazał się 17 kwietnia 2012. Na płycie Chwile pojawiło się więcej gitar oraz więcej brzmień z lat 80. Promowały ją dwa single: tytułowy „Chwile” i otwierający album utwór „Echo”.
23 października 2015, nakładem Universal Music Polska, ukazała się siódma płyta zespołu Goya pt. Widoki. Promowała ją piosenka z 2013 roku „Inna historia” oraz single „Najlepsze czeka nas” i „Zapowiedź”, do którego teledysk powstał w rodzinnym mieście wokalistki Krasnymstawie.
W czerwcu 2018 roku ukazał się cover piosenki z repertuaru Maanam „Krakowski Spleen”, w wykonaniu muzyków z zespołu Goya. Nagranie dotarło do 31. miejsca Listy Przebojów Programu 3 PR.
W maju 2019 roku zespół udostępnił singiel zapowiadający ósmą płytę. Piosenka „Rzeka” ukazała się nakładem wydawnictwa Agora. Do utworu powstał animowany teledysk, w reżyserii Manu Patman Crew.
Latem 2019 zespół Goya wyruszył, po dłuższej przerwie, na trasę koncertową, na której oprócz znanych przebojów, muzycy zaprezentowali premierowe piosenki z przyszłego materiału „Meandry”, który ostatecznie nie ukazał się. Zespół wydał pojedyncze single: „Rzeka”, „I co z tym zrobimy?” oraz „Głębia”.
28 stycznia 2022 ukazał się utwór „Zakamarki”.
Latem 2022 roku zespół opublikował dwa single: „Starlinki” oraz „Co powiesz na Rzym?”.
Na początku 2023 roku ukazały się, wraz z teledyskami, dwa single: "Zgaś papierosa i odejdź" i "Jane Austen", z ósmego albumu zespołu- Rozdział VIII.

## Dyskografia

### Albumy studyjne
| 1998                                                 | Goya - Wydany: 1998 - Wydawca: Pomaton EMI - Format: CD, digital download                              | –  |                |
| 2003                                                 | Kawałek po kawałku - Data: 9 lipca 2003 - Wydawca: Pomaton EMI - Format: CD, digital download          | –  |                |
| 2005                                                 | Smak słów - Data: 24 lutego 2005 - Wydawca: Pomaton EMI - Format: CD, digital download, płyta winylowa | 7  | - POL: 25 000+ |
| 2007                                                 | Horyzont zdarzeń - Data: 19 marca 2007 - Wydawca: EMI Music Poland - Format: CD, digital download      | 8  | - POL: 10 000+ |
| 2009                                                 | Od wschodu do zachodu - Data: 15 maja 2009 - Wydawca: EMI Music Poland - Format: CD, digital download  | 29 |                |
| 2012                                                 | Chwile - Data: 17 kwietnia 2012 - Wydawca: Universal Music Polska - Format: CD, digital download       | 29 |                |
| 2015                                                 | Widoki - Data: 23 października 2015 - Wydawca: Universal Music Polska - Format: CD, digital download   | –  |                |
| 2023                                                 | Rozdział VIII - Data: 24 marca 2023 - Wydawca: Agora - Format: CD, digital download, streaming         | 40 |                |
| „–” oznacza, że album nie zajął pozycji w notowaniu. | |    |                |

### Single
| Tytuł | Rok  | Pozycje na listach | Pozycje na listach | Pozycje na listach | Album                              |
| Tytuł | Rok  | LP3                | SLiP               | RMF                | Album                              |
| --- | ---- | ------------------ | ------------------ | ------------------ | ---------------------------------- |
| „Bo Ya” | 1998 | –                  | –                  | –                  | Goya                               |
| „Śpij i śnij”                                                                                                   | 1998 | –                  | –                  | –                  | Goya                               |
| „Kupię sobie dom”                                                                                               | 1998 | –                  | –                  | –                  | Goya                               |
| „Smells Like Teen Spirit”                                                                                       | 2002 | 34                 | –                  | –                  | Kawałek po kawałku (oraz reedycja) |
| „Będę się starać”                                                                                               | 2003 | –                  | –                  | –                  | Kawałek po kawałku (oraz reedycja) |
| „Jeśli będę taka”                                                                                               | 2003 | 26                 | 26                 | –                  | Kawałek po kawałku (oraz reedycja) |
| „Kawałek po kawałku”                                                                                            | 2003 | 12                 | –                  | –                  | Kawałek po kawałku (oraz reedycja) |
| „The Time I Get”                                                                                                | 2003 | –                  | 43                 | –                  | Kawałek po kawałku (oraz reedycja) |
| „All My Senses”                                                                                                 | 2004 | 8                  | 3                  | –                  | Kawałek po kawałku (oraz reedycja) |
| „Smak słów” | 2005 | 11                 | 6                  | 1                  | Smak słów (oraz reedycja)          |
| „Mój...” | 2005 | 2                  | 1                  | 1                  | Smak słów (oraz reedycja)          |
| „Tylko mnie kochaj”                                                                                             | 2006 | 12                 | 1                  | 2                  | Smak słów (oraz reedycja)          |
| „Chodź, pomaluj mój świat”                                                                                      | 2006 | 33                 | 17                 | –                  | Smak słów (oraz reedycja)          |
| „W zasięgu Twego wzroku”                                                                                        | 2007 | 39                 | 3                  | 1                  | Horyzont zdarzeń                   |
| „Piękny czas”                                                                                                   | 2007 | –                  | 7                  | 1                  | Horyzont zdarzeń                   |
| „Dobre sny” | 2008 | –                  | –                  | –                  | Horyzont zdarzeń                   |
| „W domach z betonu”                                                                                             | 2008 | 40                 | 4                  | –                  | Te 30. urodziny                    |
| „Jutro obudź mnie”                                                                                              | 2009 | –                  | 17                 | –                  | Od wschodu do zachodu              |
| „Codzienność”                                                                                                   | 2009 | –                  | –                  | –                  | Od wschodu do zachodu              |
| „Chwile” | 2012 | –                  | 6                  | –                  | Chwile                             |
| „Echo” | 2012 | –                  | 11                 | –                  | Chwile                             |
| „Inna historia”                                                                                                 | 2013 | –                  | 1                  | 1                  | Widoki                             |
| „Najlepsze czeka nas”                                                                                           | 2015 | –                  | 29                 | –                  | Widoki                             |
| „Zapowiedź” | 2016 | –                  | 49                 | –                  | Widoki                             |
| „Krakowski Spleen”                                                                                              | 2018 | 31                 | –                  | –                  | –                                  |
| „Rzeka” | 2019 | –                  | 47                 | –                  | –                                  |
| „I co z tym zrobimy?”                                                                                           | 2019 | –                  | –                  | –                  | –                                  |
| „Głębia” | 2020 | –                  | 6                  | –                  | Rozdział VIII                      |
| „Zakamarki” | 2022 | X                  | –                  | –                  | Rozdział VIII                      |
| „Starlinki” | 2022 | X                  | –                  | –                  | Rozdział VIII                      |
| „Co powiesz na Rzym?”                                                                                           | 2022 | X                  | –                  | –                  | Rozdział VIII                      |
| „Zgaś papierosa i odejdź”                                                                                       | 2023 | X                  | –                  | –                  | Rozdział VIII                      |
| "Jane Austen"                                                                                                   | 2023 | X                  | –                  | –                  | Rozdział VIII                      |
| "Tak Cię pamiętam"                                                                                              | 2023 | X                  | –                  | –                  | Rozdział VIII                      |
| "Po najdłuższym dniu"                                                                                           | 2024 | X                  | –                  | –                  | –                                  |
| "Przepraszam"                                                                                                   | 2024 | X                  | –                  | –                  | –                                  |
| "Nasze święto"                                                                                                  | 2024 | X                  | –                  | –                  | –                                  |
| „–” oznacza, że singel nie zajął pozycji w notowaniu, „X”, że dana lista nie istniała w okresie wydania singla. |      |                    |                    |                    |                                    |

## Nagrody i nominacje
| Rok  | Konkurs        | Kategoria       | Tytułem             | Rezultat  | Źródło |
| ---- | -------------- | --------------- | ------------------- | --------- | ------ |
| 2005 | Fryderyki 2005 | Kompozytor roku | Magda Wójcik        | Nominacja | [ 19 ] |
| 2005 | Fryderyki 2005 | Autor roku      | Magda Wójcik        | Nominacja | [ 19 ] |
| 2005 | Fryderyki 2005 | Album roku pop  | Smak słów           | Wygrana   | [ 19 ] |
| 2005 | Fryderyki 2005 | Grupa roku      | Goya                | Nominacja | [ 19 ] |
| 2005 | Fryderyki 2005 | Wokalistka roku | Magda Wójcik        | Nominacja | [ 19 ] |
| 2006 | Fryderyki 2006 | Piosenka Roku   | "Tylko mnie kochaj" | Nominacja | [ 20 ] |